# Ždiar (790 m)
Ždiar (790 m) – szczyt w Rudawach Słowackich (Slovenské rudohorie). W regionalizacji słowackiej zaliczany jest do Pogórza Rewuckiego (Revucká vrchovina). Wznosi się nad miejscowościami Kobeliarovo, Slavoška i Petrovo, pomiędzy dolinami potoków Kobeliarovský potok i Hankovský potok.  
Ždiar w większości porasta las bukowy, ale na północno-zachodnich stokach aż pod sam szczyt wcinają się łąki i pastwiska miejscowości Kobeliarovo. Wschodnimi zboczami, daleko poniżej szczytu prowadzi szlak turystyczny.

## Szlak turystyczny
Kobeliarovo – Ždiar – Sedlo Filipka – Kar – Repisko – Košarisko – Ivaďov – Turecká – Rożniawa. Czas przejścia: 6.35 h, odległość 23,5 km, suma podejść 1080 m.